# Cisowa (Gdynia)
Cisowa (kaszb. Cësowô, niem. Ciessau/Ziessau) – najdalej na północny zachód wysunięta dzielnica Gdyni. Całą dzielnicę przecina, niemal dokładnie na pół, Potok Cisowski zwany również Strugą Cisowską. Nad Cisową góruje Długa Góra, osiągając w najwyższym punkcie 134 m n.p.m. Graniczy z Rumią.
Zabudowę dzielnicy stanowią przede wszystkim bloki mieszkalne (wzdłuż ulic Morskiej i Chylońskiej) postawione w latach 70. dla rodzin ówczesnych pracowników stoczni i portu gdyńskiego. Dwa węzły autobusowe i trolejbusowe, elektrowozownia Trójmiejskiej Szybkiej Kolei Miejskiej i przystanek Gdynia Cisowa. Na północ od torów kolejowych także hurtownie, magazyny i zakłady przemysłowe. Na granicy Cisowa-Chylonia swój początek ma Obwodnica trójmiejska, która została połączona z Trasą Kaszubską.
Do dzielnicy należy również fragment Trójmiejskiego Parku Krajobrazowego. Nazwę Cisowa nosi również będący jego częścią rezerwat przyrody o powierzchni 25 ha, położony jednak faktycznie w granicach sąsiedniej dzielnicy Pustki Cisowskie-Demptowo.

## Historia
Pierwsze wzmianki o rzece Cisowskiej Strudze pochodzą z końca XII w., kiedy była ona granicą posiadłości cystersów oliwskich. Znajdował się tu wówczas królewski trakt. W XIV w. wieś Cisowa w księgach posiadłości krzyżackich. Wieś królewska położona była w II połowie XVI wieku w powiecie gdańskim województwa pomorskiego. W 1935 przyłączona do Gdyni na prawach dzielnicy. Podczas okupacji Niemcy zmienili nazwę dzielnicy na Zissau. Po wojnie wybudowano tu SP nr 9, przeobrażoną potem w SP nr 31 im. Synów Pułku (po reformie oświatowej w tym samym budynku mieściło się także Gimnazjum nr 12) oraz IV LO (przeniesione do dzielnicy Chylonia).